# Hotula Khan
Hotula Khan oder Qutula Khan (Mongolisch: ᠬᠤᠲᠤᠯ
ᠬᠠᠨ; chinesisch 忽都剌罕, Pinyin hūdūláhǎn; geb. ca. 1111; gest. 1161) war ein Häuptling (Khan) der Khamag-Mongol-Föderation und der Sohn von Khabul Khan (Хабул хан; 合不勒罕) und somit ein Großonkel von Dschingis Khan, sowie der Neffe von Khaduli Barlas (Хадули Барлас), dem Begründer der Barlas-Mongolen, von denen Timur stammte, der Eroberer Zentralasiens und Gründer des Timuriden-Reichs.

## Leben
Über das Leben von Hotula Khan finden sich Berichte in der Geheimen Geschichte der Mongolen und im Dschāmiʿ at-tawārīch. Er war der fünfte Sohn seines Vaters. Er wird als tapferer und mutiger Herrscher beschrieben. Er strebte ein Bündnis mit dem Stamm der Keraiten an, insbesondere mit dem Häuptling Toghrul gegen die Tataren und die Jin-Dynastie. Er plünderte die Tataren zusammen mit seinen Neffen Qadaan Taishi und Yesügai zur Vergeltung für die Entführung und Tötung von Ambaghai und seines Bruders, Ökin Barkak. Obwohl die Mongolen dreizehn Mal gegen die Anführer der Tataren Qoton Baraq und Jali Buqa in die Schlacht zogen, konnten sie keinen entscheidenden Vorteil erringen. Hotula wurde nach einem Überfall gegen den Stamm der Dürbeten in einen Hinterhalt gelockt und Yesügai und seine Stammesangehörigen hielten ihn für tot. Er starb im Kampf gegen die Tataren, die von der chinesischen Jin-Dynastie unterstützt wurden, 1161.

## Nachwirkung
Bis zum Auftreten von Dschinghis Khan nahm kein Mongole den Titel des „Khan“ an. Sein Neffe Yesügai war nur Anführer der Khamag-Mongolen bis zu seinem Tod 1171. Hotula hatte zwei Söhne – Jochi und Altan. Die Geheime Geschichte der Mongolen überliefert, dass Altan die Anfrage ablehnte Nachfolger seines Vaters zu werden, und, dass er sich Dschinghis Khan unterwarf.